# Vittorio Spreti
Vittorio Spreti (né à San Severino Marche le 2 janvier 1887 et mort à Milan le 22 novembre 1950) est un historien italien de la noblesse italienne. Issu d'une ancienne famille noble de Ravenne, dans les Marches, il  était un marquis. Son Enciclopedia storico-nobiliare italiana en huit volumes a été publiée  entre 1928 et 1936. 

## Publications
- (it) Enciclopedia storico-nobiliare italiana: famiglie nobile e titolate viventi riconosciute del R. Governo d'Italia, compresi: città, comunità, mense vescovile, abazie, parrocchie ed enti nobili e titolati riconosciuti. Milan: Ed. Enciclopedia Storico-Nobiliare Italiana, 1928–1936.